# سیمیدین
سیمیدین شهری در شهرستان نانورو در استان بولکیمده در بورکینافاسوی غربی مرکزی است جمعیت آن ۹۲۵ نفر است.